# Alluy
Alluy ist eine französische Gemeinde mit 368 Einwohnern (Stand: 1. Januar 2022) im Département Nièvre in der Region Bourgogne-Franche-Comté (vor 2016 Bourgogne). Sie gehört zum Arrondissement Château-Chinon (Ville) und zum Kanton Château-Chinon (bis 2015 Châtillon-en-Bazois). Die Einwohner werden Alluysiens genannt.

## Geographie
Alluy liegt etwa 38 Kilometer ostnordöstlich von Nevers. Umgeben wird Alluy von den Nachbargemeinden Châtillon-en-Bazois im Norden, Tamnay-en-Bazois im Nordosten, Brinay im Osten und Südosten, Biches im Süden, Tintury im Südwesten sowie Rouy im Westen.

## Bevölkerungsentwicklung
| Jahr                       | 1962 | 1968 | 1975 | 1982 | 1990 | 1999 | 2006 | 2011 | 2016 |
| Einwohner                  | 560  | 526  | 521  | 443  | 449  | 403  | 423  | 408  | 389  |
| Quellen: Cassini und INSEE |      |      |      |      |      |      |      |      |      |

## Sehenswürdigkeiten
- Kirche Saint-Pierre-et-Saint-Paul aus dem 19. Jahrhundert

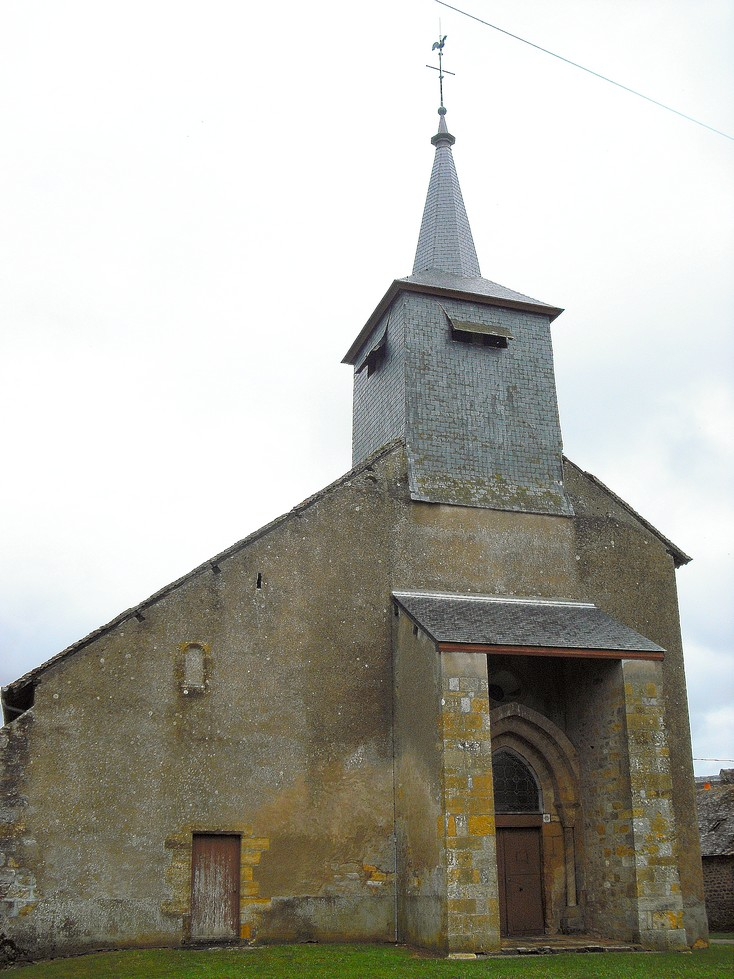
Kirche Saint-Pierre-et-Saint-Paul